# Rapala
Rapala è un'azienda finlandese che produce esche artificiali per la pesca sportiva, specializzata nella realizzazione di minnow (esca che richiama la forma di un pesciolino), fondata da Lauri Rapala negli anni trenta. Queste esche sono caratterizzate in molti modelli da una paletta posta sotto l'anello su cui viene legata la lenza che serve sia a farle affondare che a farle muovere in maniera adescante. Vengono prodotte in una vasta gamma di modelli, dimensioni e colori. Vengono utilizzate sia in acque dolci che marine per tecniche di pesca come lo spinning e la traina.
Gli stabilimenti principali dell'azienda si trovano in Finlandia, Francia, Estonia, Russia e Cina. Possiede questi marchi: Rapala, VMC, Storm, Blue Fox, Luhr Jensen, Williamson, Marttiini, Dynamite Baits e Sufix. Data l'ampia diffusione dei prodotti dell'azienda, il termine "Rapala" è finito per costituire un sinonimo di "pesciolino finto" nel linguaggio comune dei pescatori, a prescindere dalla marca di produzione.
Le azioni della società sono quotate alla Borsa di Helsinki.

## Storia
Negli anni '30, il pescatore finlandese Lauri Rapala, osservando un pesce predatore sul lago Päijänne, notò che stava attaccando gli avannotti feriti che nuotavano con un caratteristico ondeggiamento. Questa osservazione è diventata la base per lo sviluppo di nuovi metodi di pesca.
Nel 1936, Lowry creò la sua prima esca da pesca di successo con sughero, tavoletta di cioccolato e pellicola fotografica fusa. L'esca imitava i movimenti di un avannotto ferito, il che, secondo la leggenda, permetteva a Lauri di catturare fino a 270 kg di pesce al giorno. Questa esca divenne il prototipo dell' "Original Floating™ Rapala".
La voce sulle esche iniziò a circolare e nel 1938 un negozio cooperativo locale a Kalkkinen iniziò a vendere esche Rapala, segnando la prima svolta commerciale per l'azienda. In seguito più tempo e sforzi furono dedicati alla crescita dell'attività. Un capannone fu riconvertito in officina e i figli di Lauri, Risto ed Ensio, iniziarono ad aiutare con la produzione delle esche. Le esche erano ora adeguatamente inscatolate e una ruota che girava era dotata di carta vetrata per portare la meccanizzazione nel processo. Negli anni '50, le esche stavano guadagnando fama, a tal punto che la famiglia Rapala decise di lasciare la pesca commerciale e il lavoro agricolo a cui si dedicava la famiglia per concentrarsi completamente sulla fiorente attività.